# 伊万·科斯托夫
伊万·约尔丹诺夫·科斯托夫（發音：[iˈvan ˈkɔstof]；1949年12月23日—） 保加利亚总理（1997年5月-2001年7月）和民主力量联盟（UDF）领袖（1994年12月-2001年7月）。
科斯托夫1974年毕业于卡尔·马克思高等经济学院（今天的国家和世界经济大学）经济系，后来获得索非亚大学博士学位。他在索非亚技术大学担任副教授，共产党倒台后，科斯托夫成为民主力量联盟（UDF）的经济专家，1990年当选第7届大国民议会议员，开始他的政治生涯，在迪米特尔·波波夫（1990年12月- 1991年10月）和菲利普·季米特洛夫（1991年11月- 1992年12月）政府担任财政部长。1994年当选民主力量联盟（UDF）主席，在1996年末和1997年初，大规模抗议活动发生在保加利亚社会党政府时期，恶性通货膨胀造成国家巨大的危机，这些抗议最终导致了然·维德诺夫政府倒台。
1997年5月民主力量联盟（UDF）赢得了选举，科斯托夫成为保加利亚总理，为该国第一个后共产主义政府，在四年的任期里，他成功地扭转了自己国家的命运，开始可持续的经济增长，并建立保加利亚与西方的联系。他的政府进行了拖延已久的经济改革，包括进行大规模的国有企业的私有化，开始长期寻求与欧盟入盟谈判（保加利亚2007年1月1日加入）。此外，在科索沃战争期间允许北约但不是俄罗斯使用保加利亚的领空，也不允许科索沃难民进入保加利亚。
另一方面，科斯托夫政府也被媒体声称大规模管理不善和腐败。反对党保加利亚社会党批评他的私有化政策，最终在2001年6月民主力量联盟失去了选举，新成立的“西美昂二世全国运动”，获43％选票，名列第一，获组阁权。科斯托夫辞去民主力量联盟主席，并最终退党，2004年5月30日建立新政党——振兴保加利亚民主党（DSB）并任主席，2005年6月25日，该党在议会换届选举中获得17个席位，首次进入议会。